# Зайцев, Алексей Анатольевич (дипломат)
Алексе́й Анато́льевич За́йцев (род. 20 ноября 1978) — российский дипломат. Чрезвычайный и полномочный посланник 1 класса (2024).

## Биография
Окончил Московский государственный институт международных отношений МИД СССР (МГИМО) в 2001 году. Владеет немецким, английским и французским языками. На дипломатической работе с 2001 года.
Был вторым секретарём Постоянного представительства Российской Федерации при НАТО.
С августа 2019 по июнь 2024 года — заместитель директора Департамента информации и печати МИД России.
С 14 июня 2024 года — чрезвычайный и полномочный посол Российской Федерации в Албании.

## Дипломатический ранг
- Чрезвычайный и полномочный посланник 2 класса (10 февраля 2022)[2].
- Чрезвычайный и полномочный посланник 1 класса (13 июня 2024)[3].

## Награды
- Благодарность президента Российской Федерации (2 июня 2009) — за заслуги в реализации внешнеполитического курса Российской Федерации[4].